# Topvar
Броварня «Топвар» (словац. Pivovar Topvar) — словацьке підприємство, що входить до групи компаній Pivovary Topvar, a. s., яка належить до активів одного з найбільших світових виробників пива міжнародної корпорації SABMiller. Протягом 1964-2010 років займалося безпосередньо виробництвом пива, з березня 2010 року діяльність обмежується адміністративними та дистрибутивними функціями.
Знаходиться у містечку Топольчани у Нитранському краї на заході Словаччини.

## Історія
Броварня Topvar була заснована 1957 і спочатку займалася виробництвом солоду, перша партія власного пива була зварена підприємством у травні 1964.
Наприкінці 1980-х броварню було приватизовано, а згодом контроль над нєю отримала міжнародна корпорація SABMiller. На початку 2007 року власники броварні прийняли рішення об'єднати свої активи у Словаччині, до яких крім броварні Topvar відносилася й броварня Šariš у містечку Вельки Шараш, в одну юридичну особу, яка отримала назву Pivovary Topvar, a. s.
З березня 2010 року броварня Topvar повністю зупинила виробництво, залишивши за собою функції регіонального дистрибутора. Виробничі функції у структурі компанії Pivovary Topvar, a. s. повністю перебрала на себе броварня Šariš.

## Торговельна марка «Topvar»
Наразі броварнею Šariš здійснюється виробництво пива трьох сортів торговельної марки Topvar:
- Topvar 12 % svetlý ležiak — світле пиво.
- Topvar 11 % tmavý výčapný ležiak — темне пиво.
- Topvar 10 % svetlé výčapné pivo — світле пиво.